# Aardenburgse Havenpolder
De Aardenburgse Havenpolder is een langgerekte polder ten noorden van Aardenburg, behorende tot de Ottevaere en Van Dammepolders.
In vroeger eeuwen, wellicht reeds van het begin van onze jaartelling, had Aardenburg een haven, dankzij de Eede, een zeearm die bij Slepeldamme aftakte van het Coxysche Gat, om in zuidelijke richting via Aardenburg naar Maldegem te lopen. Aldus konden schepen via het Zwin deze haven bereiken. De Westpoort, die ook wel Kaaipoort wordt genoemd, herinnert nog aan deze haven. Geleidelijk werd de Eede ingepolderd.
In 1813 werd, door toedoen van Dominique Vandamme, een dam bij Slepeldamme aangelegd zodat het laatste stuk van de Eede, ook wel Aardenburgse Havenkanaal genoemd, werd omgevormd tot een polder van 104 ha.

## Natuurgebied
In 2007 werd de polder aangewezen tot natuurgebied. In 2008 begon men met de inrichting ervan waarbij de zware zeeklei, die door de Eede was afgezet, deels werd afgegraven om voor de versterking van dijklichamen te worden gebruikt. Aldus ontstond er weer een geul. In 2009 werd het gebied overgedragen aan de Stichting Het Zeeuwse Landschap.
Er is een wandeling van 3 km in het gebied uitgezet die men in Aardenburg of in Draaibrug kan beginnen.

## Externe bron
- Zeeuwse Landschap